# Atsinananas regnskove
Atsinananas regnskove er et verdensarvsområde på Madagaskar, bestående af seks nationalparker: Nationalpark Marojejy, Nationalpark Masoala, Nationalpark Zahamena, Nationalpark Ranomafana, Nationalpark Andringitra og Nationalpark Andohahela. Alle parkerne ligger på østsiden af den store ø, og udgør med et samlet areal på 479.661 ha, tilsammen ca. 20 % af østatens tilbageværende regnskovsområder. Med undtagelse af Masoala ligger alle parkerne i bjergområder.
Begrundelsen for verdensarvsstatus er at disse områder er afgørende for at opretholde den unikke biologiske mangfoldighed på Madagaskar.

## De enkelte parker
Marojejy nationalpark ligger i et bjergområde på den nordøstlige del af øen. Det blev først fredet i 1952, og blev nationalpark i 1998. Parken omfatter både regnskov og tundraagtige bjergområder.
Nationalpark Masoala  ligger på Masoalahalvøen i den nordøstlige del af landet, og er det største af østatens værneområder. Det er oprettet i 1997, og omfatter 2.300 km² regnskov og 100 km² marine områder. Parken omfatter regnskov, kystskov, marskland og mangrove. I de marine områder findes koralrev. Skovene huser ti forskellige lemurarter, blandt andet Varecia rubra som er endemisk for halvøen.
Nationalpark Zahamena  ligger mod nordøst, og består af to dele, adskilt af landsbyer. Landskabet består af bratte floddale. Zahamena gik over til at blive nationalpark i august 1997.
Nationalpark Ranomafana ligger på den sydøstlige del af på Madagaskar. Den blev oprettet i 1991, for at bevare biologisk mangfoldighed og reducere trykket af menneskelig aktiviteter på området.
Nationalpark Andohahela  på den sydøstlige del af øen dækker 760 km² af Anosybjergene. Bjergene byder på en usædvanlig variation av biotoper, fra den regntunge østside til den tørre vestside. Dette blev en nationalpark i 1997 og vandt prisen "The Best New Project Ecotouristic of the year" i 1999
Nationalpark Andringitra  i Fianarantsoaprovinsen blev etableret i 1999. Parken omfatter et dramatisk bjerglandskab omkring bjergtoppen Ivohibe, 2.658 moh. Parken er et af de områder på øen med størst biologisk mangfoldighed.

## Eksterne kilder og henvisninger
- Udredning for verdensarvsstatus Arkiveret 2. juni 2012 hos  Wayback Machine pdf
- parcs-madagascar.com (fransk)
- wildmadagascar.org
- marojejy.com
- Madagascar National Parks Arkiveret 12. juni 2012 hos  Wayback Machine

- Wikimedia Commons har flere filer relateret til Atsinananas regnskove